# Штангіст (фільм)
«Штангіст»  — дебютний короткометражний художній фільм українського режисера Дмитра Сухолиткого-Собчука. Стрічка створена у копродукції України та Польщі в 2018 році. Фільм отримав кілька нагород на міжнародних кінофестивалях та здобув перемогу в категорії «Найкращий короткометражний ігровий фільм» української Національної премії кінокритиків «Кіноколо» 2018 року.

## Синопсис
«Штангіст» — короткометражка про вартість перемоги в професійному спорті.
Стрічка розповідає про спортсмена-важкоатлета, що готується до престижного міжнародного чемпіонату, і намагається впоратися з психологічними складнощами що виникають у стосунках з коханою та близькими.

## У ролях
| • Олександр Лой        | … |              |
| • Валерія Хілько       | … |              |
| • Юрій Щербина         | … |              |
| • Максим Березнюк      | … |              |
| • Леонід Кубішковський | … |              |
| • Марта Бартошевська   | … |              |
| • Василь Мартинюк      | … |              |
| • Павло Кучинський     | … |              |
| • Юрій Янишин          | … |              |
| • Лариса Руснак        | … | мати (голос) |

Усі ролі у фільмі (за винятком Лариси Руснак) зіграли непрофесійні актори. У ролі головного героя знявся професійний спортсмен, майстер спорту з важкої атлетики Олександр Лой з Чернігова.

## Знімальна група
- Автор сценарію — Дмитро Сухолиткий-Собчук
- Режисер-постановник — Дмитро Сухолиткий-Собчук
- Продюсер — Єва Ястржебська
- Співпродюсери — Валентин Васянович, Конрад Стефаняк
- Оператор — Міхал Ритель-Пшеломець
- Монтаж — Дмитро Сухолиткий-Собчук
- Художники-постановники — Іван Михайлов, Ольга Юрасова
- Художник-костюмер — Яна Суська
- Грим — Любов Балакерєва
- Художник-декоратор — Максим Німенко
- Звук — Сергій Степанський
- Другий режисер — Дмитро Ковальов
- Асистент по акторам — Тетяна Симон
- Асистент режисера — Анастасія Бабенко
- Кастинг — Алла Самойленко, Ольга Любарова
- Директор фільму — Ія Мислицька

## Виробництво
Проект фільму став одним із переможців Восьмого конкурсного відбору Держкіно України та отримав державну фінансову підтримку у розмірі 1 млн грн., що становить половину від бюджету стрічки. Фінансування з польського боку було здійснене Studio Munka (за підтримки Polski Instytut Sztuki Filmowej та Stowarzyszenie Filmowców Polskich).
Зйомки фільму, дія якого за сюжетом розгортається в Чернівцях, проходили в Києві та Львові, а увесь постпродакшн — у Варшаві.

## Реліз

### Фестивальний реліз
Українська прем'єра стрічки відбулася 2 червня 2018 року на 47-му Київському міжнародному кінофестивалі «Молодість», де вона брала участь в національній конкурсній програмі та здобула перемогу, отримавши статуетку «Скіфський олень» за найкращий фільм Національного конкурсу.
Світова прем'єра відбулася на 34-му Варшавському міжнародному кінофестивалі, де фільм отримав Гран-прі у конкурсній програмі короткометражних фільмів.

## Нагороди та номінації
| Список нагород та номінацій                                                            | Список нагород та номінацій | Список нагород та номінацій                                 | Список нагород та номінацій | Список нагород та номінацій | Список нагород та номінацій |
| Кінофестиваль/Кінопремія                                                               | Рік                         | Категорія                                                   | Номінант(и)                 | Результат                   | Дж                          |
| -------------------------------------------------------------------------------------- | --------------------------- | ----------------------------------------------------------- | --------------------------- | --------------------------- | --------------------------- |
| 47-й Київський міжнародний кінофестиваль «Молодість»                                   | 2018                        | Скіфський олень за найкращий фільм Національного конкурсу   | Штангіст                    | Перемога                    |                             |
| 11-й Львівський міжнародний фестиваль короткометражних фільмів Wiz-Art                 | 2018                        | Спеціальна відзнака журі                                    | Валерія Хілько              | Перемога                    |                             |
| 9-й Одеський міжнародний кінофестиваль                                                 | 2018                        | Золотий Дюк національного конкурсу короткометражних фільмів | Штангіст                    | Номінація                   |                             |
| Національна премія кінокритиків «Кіноколо»                                             | 26.10.2018                  | Найкращий короткометражний ігровий фільм                    | Штангіст                    | Перемога                    |                             |
| 34-й Варшавський міжнародний кінофестиваль                                             | 2018                        | Гран-прі за найкращий короткометражний фільм                | Штангіст                    | Перемога                    |                             |
| 13-й Міжнародний кінофестиваль короткометражних фільмів «ZubrOFFka» (Білосток, Польща) | 2018                        | Гран-прі фестивалю                                          | Штангіст                    | Перемога                    | [ 7 ]                       |
| 13-й Міжнародний кінофестиваль короткометражних фільмів «ZubrOFFka» (Білосток, Польща) | 2018                        | Перший приз в категорії Eastward window (Східне вікно)      | Штангіст                    | Перемога                    | [ 7 ]                       |
| 13-й Міжнародний кінофестиваль короткометражних фільмів «ZubrOFFka» (Білосток, Польща) | 2018                        | Приз за найкращу операторську роботу                        | Міхал Ритель-Пшеломець      | Перемога                    | [ 7 ]                       |
| 13-й Міжнародний кінофестиваль короткометражних фільмів «ZubrOFFka» (Білосток, Польща) | 2018                        | Приз New Europe Talent Award                                | Дмитро Сухолиткий-Собчук    | Перемога                    | [ 7 ]                       |
| Кінофестиваль Premiers plans à Angers (Франція)                                        | 2019                        | Гран-прі фестивалю                                          | Штангіст                    | Перемога                    | [ 8 ]                       |
| Премія «Золота дзиґа»                                                                  | 19.04.2019                  | Найкращий ігровий короткометражний фільм                    | Штангіст                    | Номінація                   | [ 9 ]                       |